# Sephena archula
Sephena archula är en insektsart som beskrevs av Medler 2000. Sephena archula ingår i släktet Sephena och familjen Flatidae. Inga underarter finns listade i Catalogue of Life.